# Gymnothorax unicolor

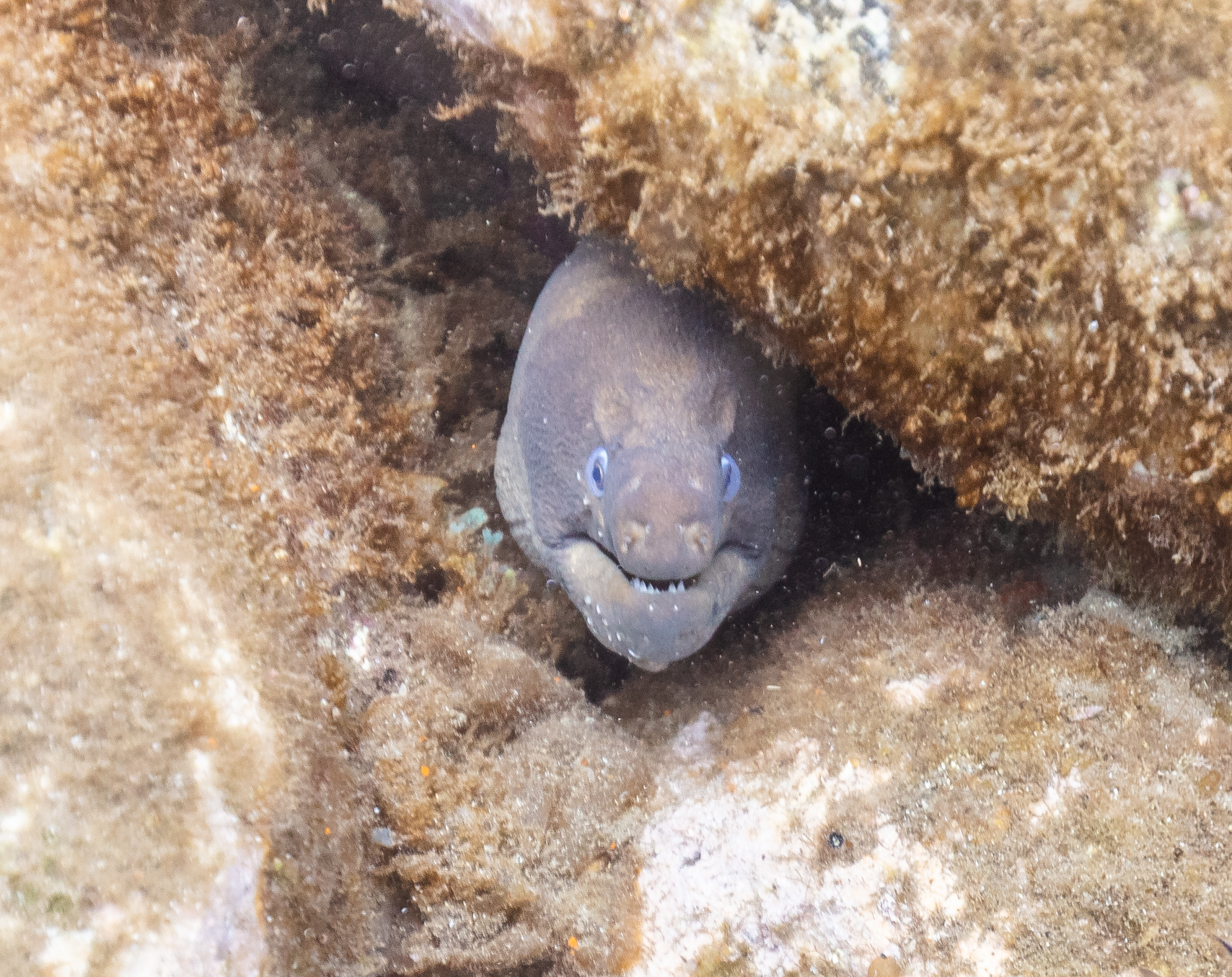
Ejemplar en Madeira (Portugal).

El murión, morena lucia, morena negra o morena sucia (Gymnothorax unicolor) es una especie de pez anguiliforme de la familia de Muraenidae. En las Islas Canarias el nombre común es murión.

## Morfología
- Los machos pueden llegar a alcanzar los 100 cm de longitud total aunque la longitud generalmente es de 60 a 80 cm.[2]

- La forma del cuerpo es similar a la de la morena, pero el dorso es un poco más elevado.
- El hocico es comprimido y mucho más bajo que el resto que se alza fuertemente por detrás del nivel de los ojos.
- Los ojos son pequeños y se encuentran situados hacia la vertical de la parte central de la mandíbula.
- Las aperturas branquiales son pequeñas y en forma de una hendidura longitudinal.
- La aleta dorsal se encuentra por delante las aberturas branquiales: hacia la parte anterior es bastante gruesa y hacia atrás adelgaza progresivamente hasta convertirse en casi membranosa en la región caudal, donde confluye con la caudal que es triangular, pequeña.
- La aleta anal es mucho más baja que la dorsal y, como ésta, también confluye con la caudal.
- El cuerpo es de color pardo rojizo oscuro uniforme, más oscuro sobre la cabeza en la punta de la mandíbula. En la parte posterior de la cabeza hay, normalmente, una franja de color claro que pasa justo por detrás de la comisura bucal. Las aletas dorsal y anal presentan una orla prima, pero bien evidente, de color blanco o amarillo.[3]

## Distribución
Se encuentra desde el sur del Portugal continental hasta Cabo Verde, las Azores, Madeira e Islas Canarias. También está presente en el Mar Mediterráneo.

## Hábitat
Vive en los mismos tipos de fondos que la morena, pero es mucho menos frecuente que ésta